# البلاط (بني قعلوم العليا)
البلاط هو دُوَّار يقع بجماعة بني فغلوم، إقليم شفشاون، جهة طنجة تطوان الحسيمة في المملكة المغربية. ينتمي الدوّار لمشيخة بني قعلوم العليا التي تضم 5 دواوير. يقدر عدد سكانه بـ 676 نسمة حسب الإحصاء الرسمي للسكان والسكنى لسنة 2004.

## روابط خارجية
- البوابة الوطنية للجماعات الترابية
- المندوبية السامية للتخطيط